# بلاگا دیمیترووا
بلاگا نیکولووا دیمیترووا (به بلغاری: Блага Димитрова، به انگلیسی: Blaga Nikolova Dimitrova) (زاده ۲ ژانویه ۱۹۲۲ – درگذشته ۲ مه ۲۰۰۳) شاعر بلغاری و معاون رئیس‌جمهور بلغارستان از سال ۱۹۹۲ تا سال ۱۹۹۳ بود.

## زندگی
بلاگا دیمیترووا در بیالا اسلاتینا به دنیا آمد. مادر او معلم و پدرش وکیل بودند. او در بلایا تارنوو بزرگ شد و سپس به صوفیه نقل مکان کرد. وی دبیرستان را در سال ۱۹۴۲ به پایان رساند و در سال ۱۹۴۵ در رشته لغت‌شناسی اسلاوی از دانشگاه صوفیه فارغ‌التحصیل شد.
در دهه ۱۹۷۰، آثار او انتقاد بیشتری نسبت به دولت کمونیستی داشت و به خاطر مخالفت‌های سیاسی اش، بارها مورد توبیخ قرار گرفت. چهار کتاب شعری که دیمیترووا در دهه ۱۹۷۰ نوشته‌است - «شب‌تاب‌ها می‌میرند»، «گیاه لاستیکی»، «سوالات» و «هبیادا» - همگی از سوی انتشارات دولتی بدون ارائه هیچ دلیلی رد شده‌اند.
بلاگا الهام بخش داستان کوتاه «شاعر بلغاری» نوشته جان آپدایک بود.
در طی جنگ ویتنام، بلاگا چندین بار به عنوان روزنامه‌نگار از این کشور بازدید کرد و در سال ۱۹۶۷ یک دختر ویتنامی را به فرزندخواندگی پذیرفت. دیمیترووا با منتقد ادبی جردن واسیلف ازدواج کرد.
او در تاریخ ۲ می ۲۰۰۳ درگذشت.

## گلچین ادبی
- Vasa D. Mihailovich, ed. (1977). "The Old Man and the World". White stones and fir trees: an anthology of contemporary Slavic literature. Fairleigh Dickinson University Press. ISBN 978-0-8386-1194-4.  Vasa D. Mihailovich, ed. (1977). "The Old Man and the World". White stones and fir trees: an anthology of contemporary Slavic literature. Fairleigh Dickinson University Press. ISBN 978-0-8386-1194-4.  Vasa D. Mihailovich, ed. (1977). "The Old Man and the World". White stones and fir trees: an anthology of contemporary Slavic literature. Fairleigh Dickinson University Press. ISBN 978-0-8386-1194-4.
- Walter M. Cummins, ed. (1993). "Almost a Prophecy; Night-light -- A Night-bird's Eye; The Great Wall; Amnesia in Reverse; Bee Lesson; The Shadow of the Trees; Overstepping One's Rights; Frost". Shifting borders: East European poetries of the eighties. Fairleigh Dickinson University Press. ISBN 978-0-8386-3497-4.  Walter M. Cummins, ed. (1993). "Almost a Prophecy; Night-light -- A Night-bird's Eye; The Great Wall; Amnesia in Reverse; Bee Lesson; The Shadow of the Trees; Overstepping One's Rights; Frost". Shifting borders: East European poetries of the eighties. Fairleigh Dickinson University Press. ISBN 978-0-8386-3497-4.  Walter M. Cummins, ed. (1993). "Almost a Prophecy; Night-light -- A Night-bird's Eye; The Great Wall; Amnesia in Reverse; Bee Lesson; The Shadow of the Trees; Overstepping One's Rights; Frost". Shifting borders: East European poetries of the eighties. Fairleigh Dickinson University Press. ISBN 978-0-8386-3497-4.